# Tom Gulager
Tom Gulager est un acteur américain né le 21 juillet 1965 à Los Angeles. Il est le fils des acteurs Clu Gulager et de Miriam Byrd Nethery. Il est le frère cadet du réalisateur John Gulager.

## Filmographie
- 2008 : Feast 2: No Limit